# Henry Theodore Böttinger

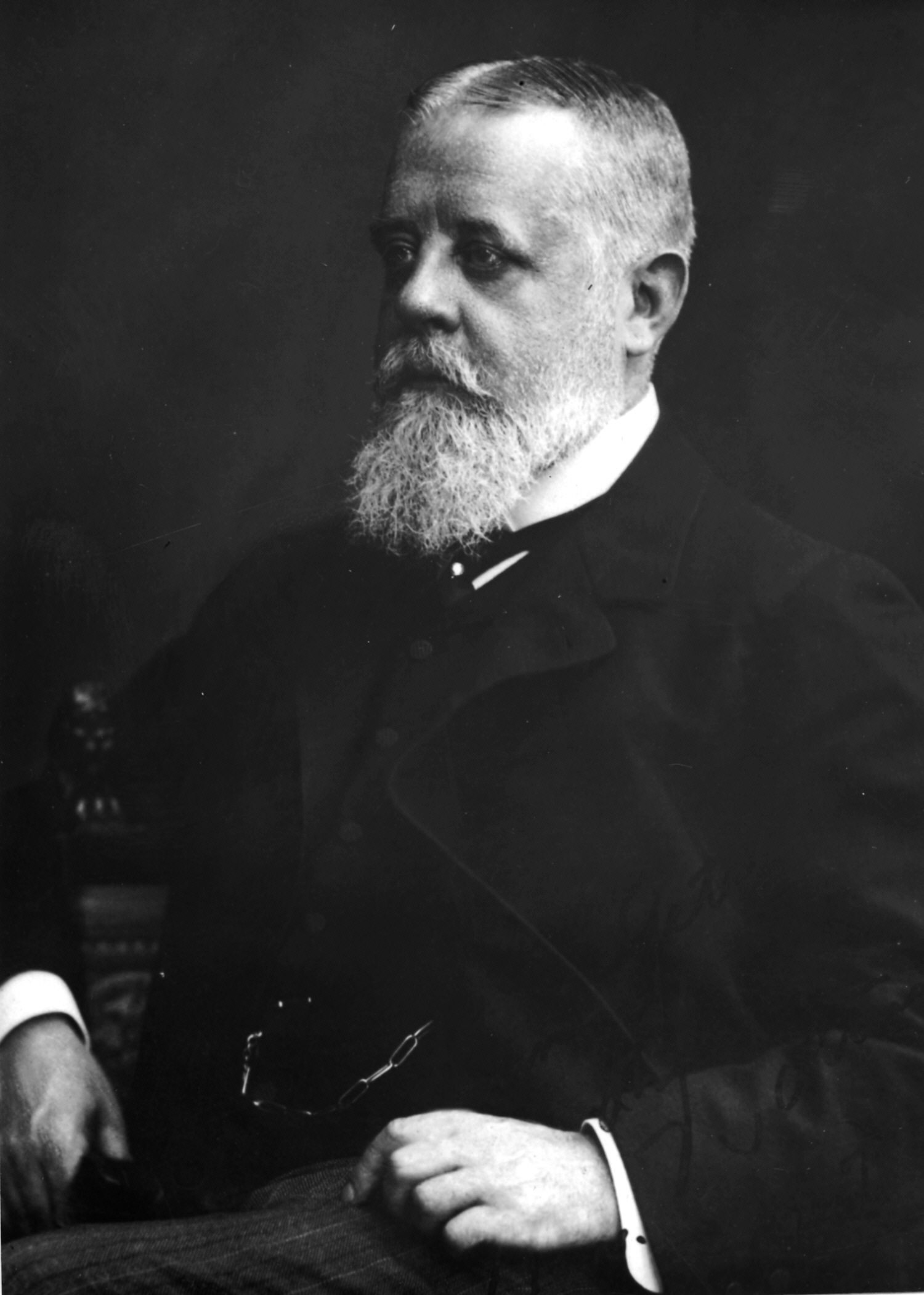

Henry Theodore Böttinger, ab 1907 von Böttinger (* 10. Juli 1848 in Burton-upon-Trent, England; † 9. Juni 1920 im Berliner West-Sanatorium auf der Rückreise nach Arensdorf) war ein deutscher Industrieller der Chemieindustrie, Verbandsvertreter und nationalliberaler Politiker.

## Leben und Wirken

### Familie und Ausbildung
Er war neben den drei Töchtern Sophie, Marie und Luise der einzige Sohn der Eheleute Heinrich Wilhelm Böttinger (* 24. September 1820 in Heilbronn; † 6. Januar 1874 in Würzburg) und Sophia Maria Elisabeth Christmann (* 26. Februar 1818 in Altbreisach; † 4. Juli 1870 in Cannstatt).
Böttinger studierte von 1866 bis 1870 Naturwissenschaften in Freiburg und Würzburg (seine Doktortitel waren beide h. c.: 1896 von der Universität Göttingen, 1918 von der Technischen Hochschule Braunschweig). Nach einigen Praktika im Bank- und Brauereiwesen übernahm er 1874 das Würzburger Hofbräuhaus als Erbe seines Vaters. 1878 heiratete er Adele Bayer (* 26. August 1856), die dritte und jüngste Tochter von Friedrich Bayer (* 6. Juni 1825; † 6. Mai 1880) und Caroline Juliane Hülsenbusch (* 4. März 1829; † 6. Januar 1899). Mit Adele Bayer hatte er drei Kinder: Friedrich Heinrich, genannt Friedel (* 3. September 1879; † 20. November 1925), Heinrich Karl Joseph Böttinger, genannt Heinz (1882–1968), und den späteren Bankier und Gutsherrn Waldemar Friedrich Johannes (* 9. Juli 1886; † 17. März 1945).

### Unternehmerisches Handeln

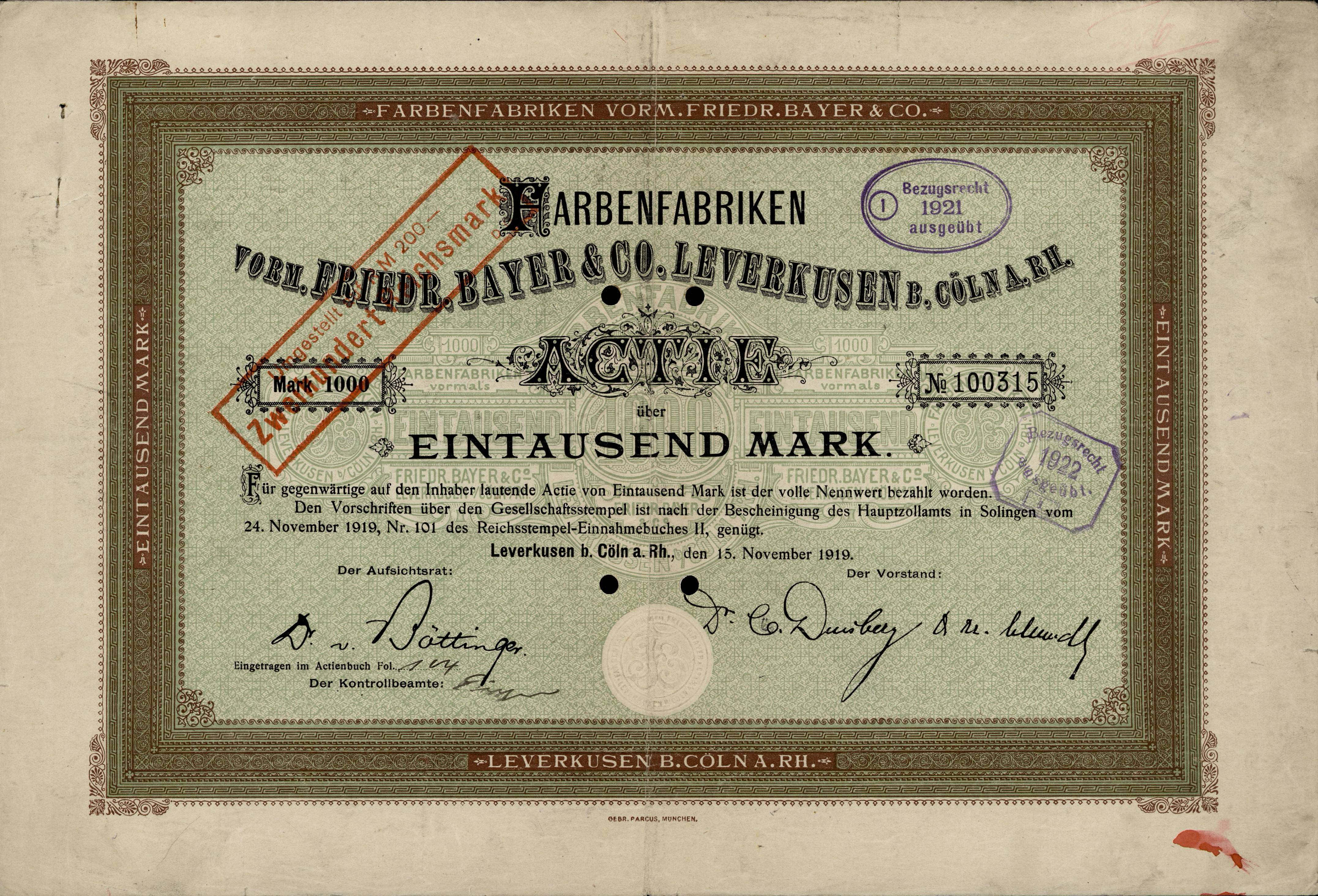
Aktie der Farbenfabriken vorm. Friedr. Bayer & Co in Leverkusen b. Cöln vom 15. November 1919 mit Unterschrift von Henry Theodore Böttinger

Erste unternehmerische Erfolge errang er nach Übernahme des Würzburger Hofbräuhauses als Erbe seines Vaters. In nur 8 Jahren verachtfachte er den Hektoliterausstoß und schuf ein florierendes Unternehmen.
Nach dem Tod seines Schwiegervaters trat er in den Vorstand der Farbenfabriken vormals Friedr. Bayer und Co. ein. Zusammen mit seinem Schwager Carl Rumpff sowie Friedrich Bayer junior, Friedrich Weskott  junior und Carl Duisberg war Böttinger maßgeblich mitverantwortlich, die Farbenfabriken zu einem Weltkonzern zu machen. Seit 1907 bis zu seinem Tode war er Vorsitzender des Aufsichtsrates.
Darüber hinaus war Böttinger Besitzer eines beträchtlichen Industrie- und Kapitalvermögens. Unter anderem gehörten ihm das Herrenhaus Arensdorf, jetzt Jarnatów (Polen), früher im Landkreis Oststernberg der Neumark, nahe der früheren Stadt Königswalde (heute Lubniewice (Polen)), das er kaufte und aufwändig umbaute. Das neubarocke Schloss besteht heute noch.

### Interessenvertreter der Industrie
Böttinger war in zahlreichen Gremien im Interesse der Wirtschaft tätig. So war er Mitglied in der Handelskammer Elberfeld und des Führungsgremiums des Deutschen Handelstages. Auch im leitenden Ausschuss des Centralverbandes deutscher Industrieller war er vertreten. Führende Positionen nahm er auch im Verein der chemischen Industrie und der Berufsgenossenschaft der chemischen Industrie ein. Als Besitzer des Würzburger Hofbräuhauses gehörte er auch dem Deutschen Brauer-Bund an.

### Politik
Politisch gehörte Böttinger der nationalliberalen Partei an. Er trat jedoch Mitte 1912 aus Empörung über die Wahl eines sozialdemokratischen Reichstagspräsidenten aus der Partei aus. Nach einigen Jahren parteipolitischer Abstinenz schloss er sich 1918 den Deutschnationalen an. Von 1889 bis 1909 war er Mitglied im Preußischen Abgeordnetenhaus als gewählter Vertreter seines Wahlkreises Mettmann. 1907 erfolgte seine Nobilitierung. Zwischen 1909 und 1918 gehörte er dem Preußischen Herrenhaus an auf Ernennung von König Wilhelm II. aus Allerhöchstem Vertrauen. Von 1911 bis zu seinem Tod war er Senator der Kaiser-Wilhelm-Gesellschaft.

### Naturwissenschaftliches Vereinswesen
Böttinger war Vorsitzender verschiedener naturwissenschaftlicher Organisationen. So von der 1894 gegründeten „Deutschen Elektrochemischen Gesellschaft“ (ab 1902 Bunsen-Gesellschaft), der er auch die Bunsen-Gedenkmünze stiftete. Ebenfalls war er Vorsitzender der 1898 gegründeten „Göttinger Vereinigung für angewandte Physik und Mathematik“. Zum zwanzigjährigen Bestehen der Vereinigung und zu seinem 70. Geburtstag ehrte ihn die Vereinigung mit einer vom Jugendstilkünstler Max Lange geschaffenen Medaille. Darüber hinaus war er Mitglied des Vereins Deutscher Ingenieure (VDI) und des Bergischen Bezirksvereins des VDI.
Er war mit am Zustandekommen der Kaiser-Wilhelm-Gesellschaft beteiligt, war als 2. Schatzmeister im Vorstand und gehörte dem 20-köpfigen Senatorengremium an.
1912 wurde er zum ersten Vorsitzenden der Wissenschaftlichen Gesellschaft für Flugtechnik, der späteren Wissenschaftlichen Gesellschaft für Luftfahrt (WGL) gewählt, der er bis 1919 blieb.
Veröffentlicht hat er eine Reisebeschreibung seiner Reise um die Welt im Auftrag der Bayer AG unter dem Titel Durch 360 Längengrade. Rund drum rum.
Böttinger wurde 1907 in den erblichen preußischen Adelsstand erhoben. Er war Ehrenbürger von Kronenberg, Mettmann, Velbert und Wülfrath. Unter anderem sind in Göttingen, Mettmann, Wuppertal, Velbert und Leverkusen Straßen nach ihm benannt. 1909 erwarb er das Herrenhaus Arnsdorf im Kreis Ost-Sternberg. Diese erbten seine beiden zweitjüngsten Söhne Henry von Boettinger und Waldemar von Boettinger. Die Gutsgeschäfte oblagen dem Sohn Waldemar von Boettinger. Der älteste Sohn Friedrich von Boettinger, verheiratet mit Eugiene Krupp, bewirtschaftete Güter in Ostpreußen.

## Trivia
Nach Unterlagen des Brandenburgischen Landeshauptarchivs kam es am 4. Dezember 1919 zu einem Diebstahl von Juwelen aus dem Besitz der Familie von Boettinger. Der Aktenverlauf ging bis 1932.